# Thomas Coumans
Pour les articles homonymes, voir Coumans (homonymie).
Thomas Coumans est un acteur belge né le 16 septembre 1984 à Tournai.

## Biographie
Né le 16 septembre 1984 à Tournai, Thomas Coumans suit sa formation à l'Institut national supérieur des arts du spectacle et des techniques de diffusion à Bruxelles. Diplômé en 2006, il fait ses débuts dans du théâtre de rue et des spectacles de marionnettes avec la compagnie des Passeurs de rêves, avant de commencer à travailler avec des réalisateurs belges, parmi lesquels Alain Berliner, Harry Cleven, Delphine Lehericey et Joachim Lafosse, et français, comme Sophie Révil ou Fabienne Godet.

## Filmographie

### Cinéma

#### Longs métrages
- 2007 : Voleurs de chevaux de Micha Wald : Anton
- 2007 : La Face cachée de Bernard Campan : Le lecteur dans l'église
- 2008 : Élève libre de Joachim Lafosse : Thomas
- 2010 : Pièce montée de Denys Granier-Deferre : Benoit
- 2010 : Sur le chemin des dunes de Bavo Defurne : Zoltan
- 2010 : Vampires de Vincent Lannoo : Le petit ami de Grâce
- 2011 : Les yeux de sa mère de Thierry Klifa : Le réceptionniste
- 2012 : Arrêtez-moi de Jean-Paul Lilienfeld : L'ami de Pontoise
- 2013 : Une place sur la Terre de Fabienne Godet : Roman Morin
- 2013 : Puppylove de Delphine Lehericey : Le barman
- 2013 : La Confrérie des larmes de Jean-Baptiste Andrea : Le professeur à la piscine
- 2015 : Les Innocentes d'Anne Fontaine : Gaspard
- 2015 : Dirty Wolves (Lobos sucios) de Simón Casal : Edgar
- 2016 : L'Outsider de Christophe Barratier : Mathieu Priester[3]
- 2016 : Un jour mon prince de Flavia Coste : Jack
- 2016 : Souvenir de Bavo Defurne : Zoltan
- 2016 : Le Secret de la chambre noire de Kiyoshi Kurosawa : Anthony
- 2016 : Je me tue à le dire de Xavier Seron : Le modèle masculin nu
- 2017 : Le Fidèle de Michaël R. Roskam : Bernard "Nardo" Delhany
- 2017 : Façades de Nathalie Basteyns et Kaat Beels : Le fils[4]
- 2019 : Un monde plus grand de Fabienne Berthaud : Sam

#### Courts métrages
- 2008 : En compagnie de la poussière de Jacques Molitor : Michel
- 2010 : Axelle en hiver de Damien Lecointre Nedelec : Guillaume
- 2011 : Comme des héros de Véronique Jadin : Martin
- 2011 : Room service de Guido De Craene : Marco
- 2012 : Corps perdu de Lukas Dhont : Jerome
- 2012 : Chaleur humaine de Christophe Predari : Antoine
- 2015 : Tout va bien de Laurent Scheid : Raphaël
- 2015 : On avait dit qu'on irait jusqu'en haut de Tizian Büchi : Maxime
- 2016 : Ice Scream de Vincent Smitz : David
- 2017 : L'aveugle et la Cardinale de Frédéric Laurent : Thomas
- 2017 : Corps rebelle de Carole Rouquier : Simon
- 2018 : Show de Pauline Amelin : Tony
- 2018 : Uuquchiing de Kévin Noguès
- 2024 : Apnées de Nicolas Panay : Pierre

### Télévision

#### Séries télévisées
- 2009 : À tort ou à raison : Sébastien[5],[6]
- 2011 : Hard : Yoakim
- 2011 : Les Saisons meurtrières : David Fauvet
- 2012 : Clan : Un psychopathe
- 2013 : Vaugand : Dylan Thevenot
- 2017 : Transferts : David
- 2024 : Cristóbal Balenciaga : Wladzio D'Attainville[7],[8],[9].

#### Téléfilms
- 2010 : La Peau de chagrin d'Alain Berliner : Raphaël de Valentin
- 2011 : Comment va la douleur ? de François Marthouret : Bernard
- 2011 : La Fille de l'autre d'Harry Cleven : Titouan
- 2012 : Le Cerveau d'Hugo de Sophie Révil : Hugo à 22 ans[10],[4]
- 2013 : Marge d'erreur de Joël Santoni : Niels Cleven
- 2014 : Palace Beach Hôtel de Philippe Venault : Caporal Franck Fisher
- 2014 : Marie Curie, une femme sur le front d'Alain Brunard : Un soldat
- 2018 : Mystère à la Sorbonne de Léa Fazer : François

## Doublage

### Cinéma

#### Films
- 2017 : Get Out : Caleb Landry Jones

### Télévision

#### Séries télévisées
- 2018 : Léna, rêve d'étoile : Castle Rock

## Théâtre
- 2019 : J'aurais voulu mourir naïf[1]

## Hommages et récompenses
- 2024 : Prix d'interprétation au Brussels Short Film Festival pour Tout va bien de Laurent Scheid[2].
- 2024 : Révélation AAFA - Actrices et Acteurs de France Associés au Festival Films courts de Dinan pour Apnées de Nicolas Panay[11].